# 群馬県道・埼玉県道13号前橋長瀞線

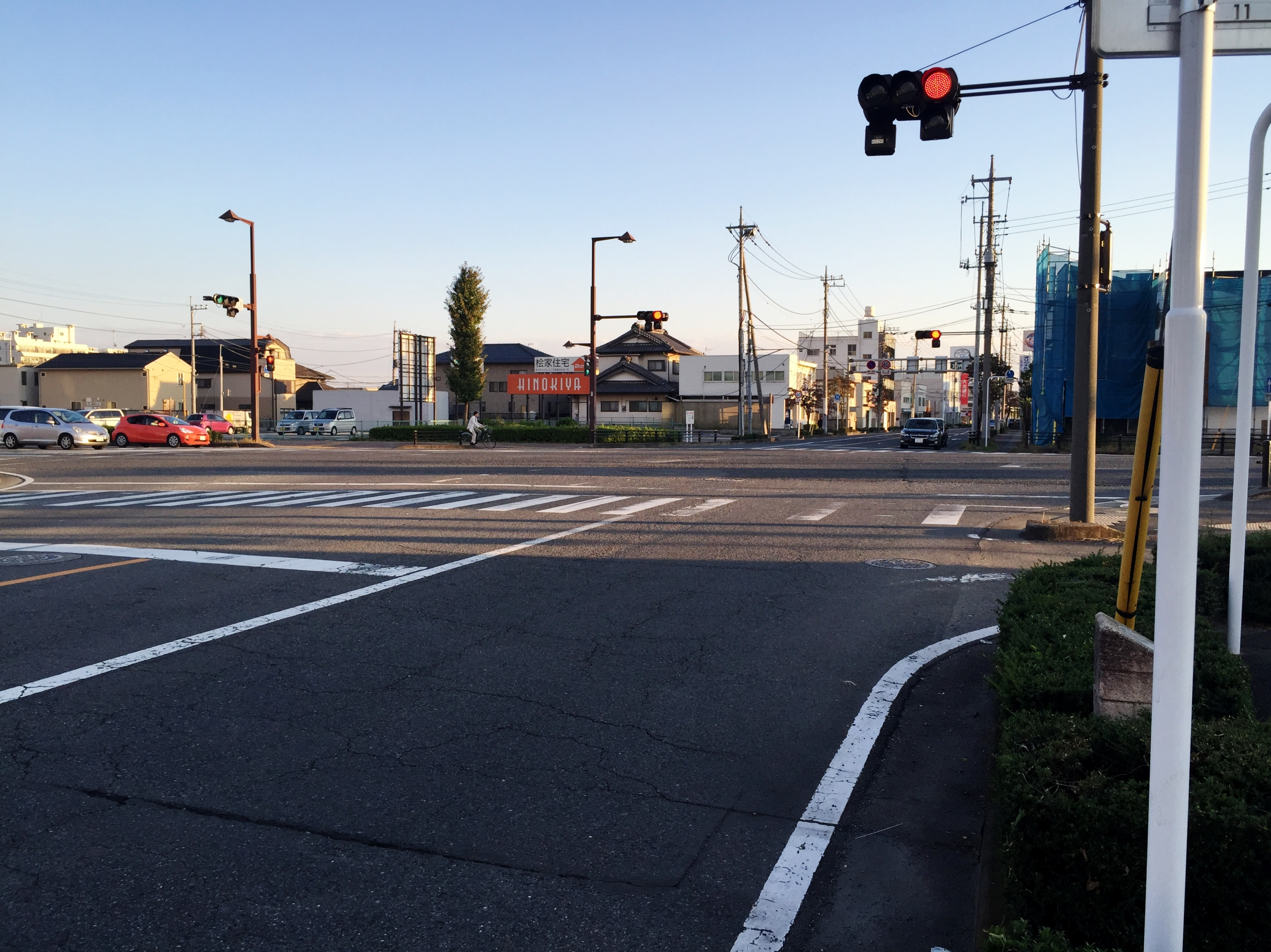
前橋市・石倉三丁目交差点
（起点、2015年10月）
県道105号の終点でもある。
↑方向（奥正面）が県道13号、←→方向が国道17号、↓方向（手前）が県道105号である。

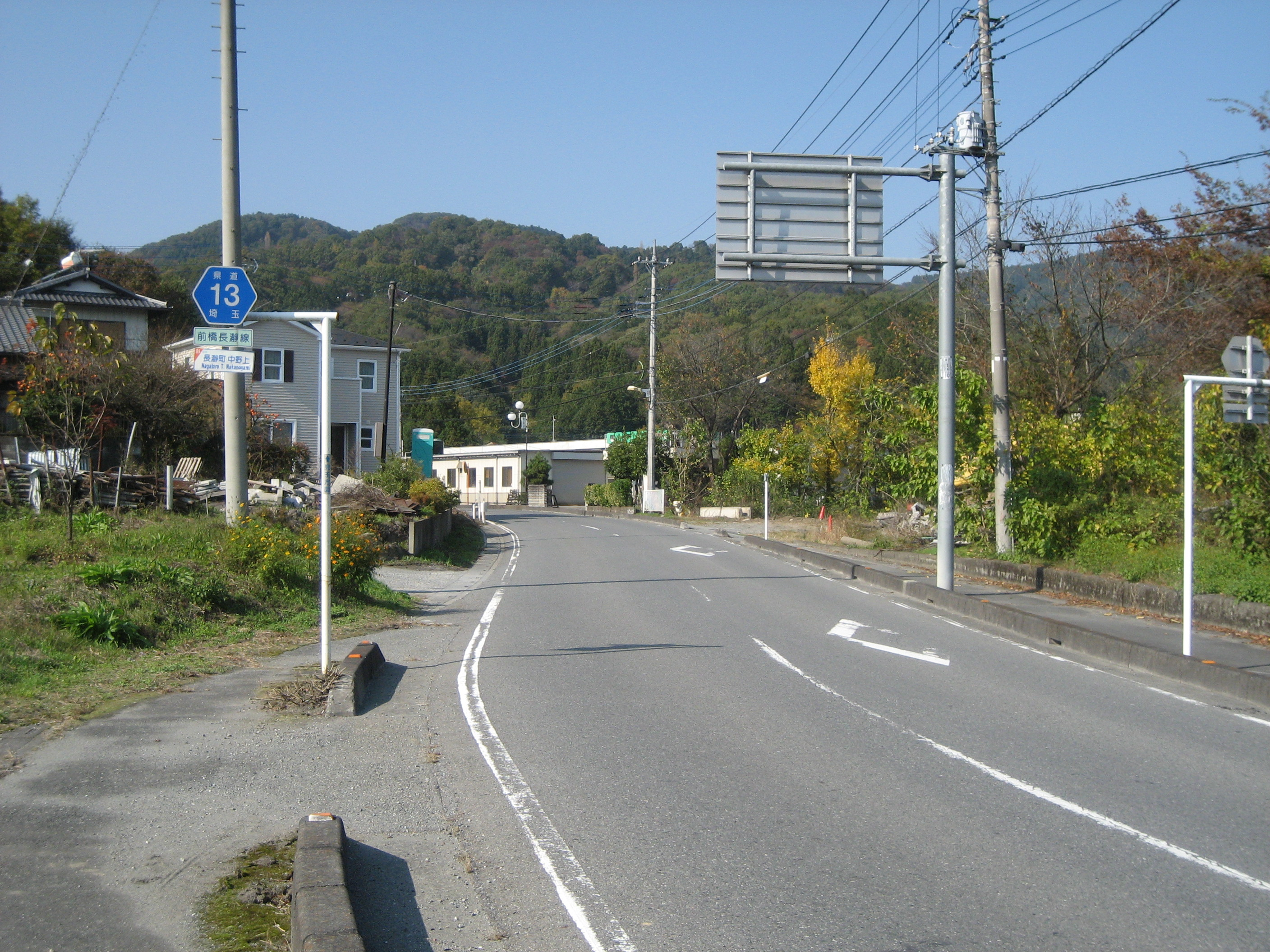
長瀞町中野上地内

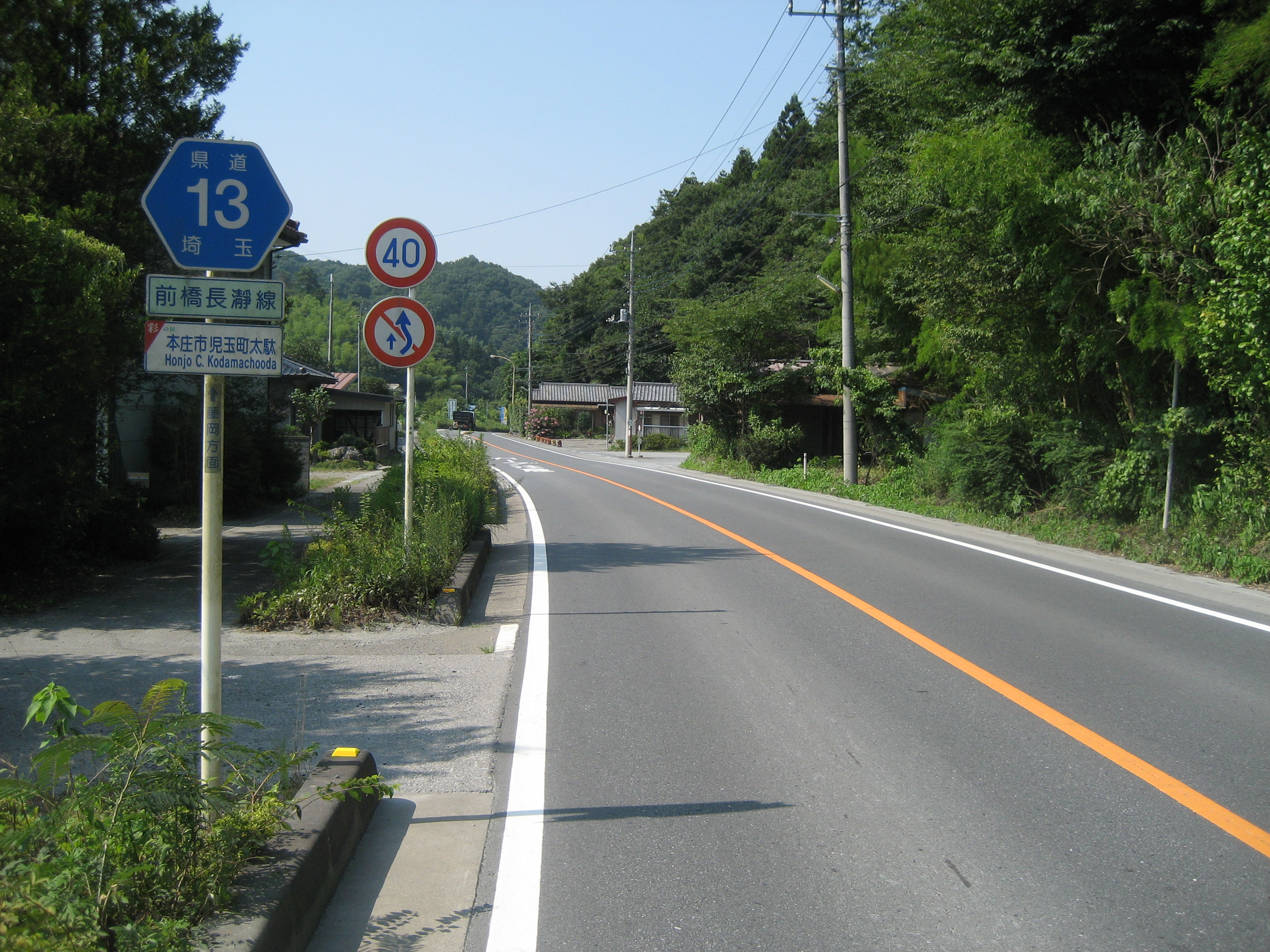
本庄市児玉町太駄地内

群馬県道・埼玉県道13号前橋長瀞線（ぐんまけんどう・さいたまけんどう13ごう まえばしながとろせん）は、群馬県前橋市から埼玉県秩父郡長瀞町に至る県道（主要地方道）である。

## 概要
かつては群馬県道13号・埼玉県道1号前橋長瀞線だったが、1994年に県道番号を13へ統一された。
本県道は、前橋市石倉町の国道17号交点から藤岡市を経由しながら南進し、長瀞町中野上の国道140号交点までを結ぶ路線である。「前橋市 - 高崎市間」と「藤岡市間」の各々において、現道とバイパスが並行して県道指定されている。
現道は前橋市街地西部の石倉町に端を発し、高崎市東部を縦貫する。烏川を柳瀬橋で渡り藤岡市に入る。藤岡市街を通過した後、神流川に沿って南下。群馬・埼玉県境の神流川を渡り、神川町や皆野町を経て終点の長瀞町に至る。
前橋市 - 高崎市間のバイパスは、両市内における現道の渋滞を緩和させるため、現道の利根川を挟んだ対岸に整備された。前橋市街地南部の六供町の群馬県道11号前橋玉村線交点に端を発し田園地帯を縦貫、群馬県道27号高崎駒形線（高駒線）と交差した後北関東自動車道と並行して利根川を渡り（横手大橋）、高崎市綿貫町にて現道に合流する。
藤岡市間のバイパスかつ新道は、藤岡市・上大塚交差点（国道254号、群馬県道13号前橋長瀞線（現道）交点）から南下し、藤岡市神田までの全線が開通している。
終点となる埼玉県内はほぼ山間部を通っている。

### 路線データ
- 起点 : 群馬県前橋市石倉町三丁目8番7地先（石倉三丁目交差点＝国道17号・群馬県道105号総社石倉線交点）[1]
- 終点 : 埼玉県秩父郡長瀞町中野上（中野上交差点＝国道140号・埼玉県道287号長瀞児玉線交点）
- 重要な経過地：群馬県藤岡市[注釈 1]
- 総延長 : 不明（群馬県区間 : 39.5226 km[2]、埼玉県区間 : 不明）
  - 実延長 : 不明（群馬県区間 : 33.0187 km[2]、埼玉県区間 : 不明）

## 歴史
- 1954年（昭和29年）1月20日：建設大臣により、県道前橋藤岡線・県道新町鬼石線の一部・県道鬼石秩父線・県道野上鬼石線が、主要地方道前橋秩父線（起点：群馬県前橋市、終点：埼玉県秩父市、経過地：群馬県群馬郡元総社村・滝川村・岩鼻村・多野郡小野村・藤岡町・鬼石町・埼玉県秩父郡野上町・皆野町）として指定される[3]。
- 1964年（昭和39年）12月28日：建設大臣により、県道前橋秩父線が、主要地方道前橋秩父線（起点：群馬県前橋市、終点：埼玉県秩父市、経過地：群馬県藤岡市・埼玉県秩父郡野上町）として指定される[4]。
- 1971年（昭和46年）6月26日：建設大臣により、県道前橋秩父線が、主要地方道前橋野上線（起点：群馬県前橋市、終点：埼玉県秩父郡野上町、経過地：群馬県藤岡市）として指定される[5]。
- 1972年（昭和47年）3月31日：群馬県より、県道前橋野上線（前橋市 - 藤岡市 - 〈埼玉県秩父郡野上町〉、整理番号4）として路線認定される[2][6]。
  - 同日、前身にあたる群馬県内の県道前橋秩父線（前橋市 - 藤岡市 - 秩父市、整理番号4）、新町鬼石線（多野郡新町 - 同郡鬼石町、整理番号112）を廃止[7]。
- 1973年（昭和48年）2月2日：群馬県より、路線名が前橋長瀞線に変更される[8]。
- 1976年（昭和51年）4月1日：建設大臣により、県道前橋長瀞線が、主要地方道前橋長瀞線（起点：群馬県前橋市、終点：埼玉県秩父郡長瀞町、経過地：群馬県藤岡市）として指定される[9]。
- 1982年（昭和57年）4月1日：建設大臣により、県道前橋長瀞線が、主要地方道前橋長瀞線（起点：群馬県前橋市、終点：埼玉県秩父郡長瀞町、経過地：群馬県藤岡市）として指定される[10]。
- 1993年（平成5年）5月11日：建設大臣により、県道前橋長瀞線が、主要地方道前橋長瀞線（起点：群馬県前橋市、終点：埼玉県秩父郡長瀞町、経過地：群馬県藤岡市）として指定される[11]。
- 1994年（平成6年）4月1日 - 埼玉県が県道番号を「1」から「13」へ変更。
- 2025年（令和7年）3月23日：バイパスの神田工区（群馬県藤岡市矢場 - 神田、1.3 km）が開通する[12]。

## 路線状況
現道は、藤岡市内などの一部を除いて片側1車線となっており、前橋・高崎市内、特に小相木町交差点や高崎ICに近い京目交差点では渋滞が恒常化している。烏川に架かる柳瀬橋（高崎市・藤岡市境）及びその前後の区間は、新柳瀬橋が完成し国道17号現道になるまでは、国道17号の一部をなしていた。
前橋市 - 高崎市間のバイパスは、全線片側2車線で整備されている。

### 通称
- 藤岡県道（前橋市）
- 長瀞線（前橋市、高崎市）
- 日光例幣使街道（高崎市綿貫町）
- 西上州やまびこ街道（藤岡市）

### バイパス
- 群馬県道175号上日野藤岡線（藤岡市上大塚・上大塚交差点 - 鮎川/東平井）
- 群馬県道41号神田吉井停車場線（藤岡市東平井/矢場 - 矢場）

### 道路施設

#### 道の駅
- 道の駅ららん藤岡（ハイウェイ・オアシスららん藤岡）（藤岡市中）

#### トンネル
- 藤の丘トンネル（藤岡市藤岡）

### 交差する河川
- 群馬県
  - 滝川（滝川橋: 高崎市大沢町 – 京目町）
  - 井野川（常慶橋: 高崎市上滝町・上滝町交差点 – 綿貫町・下大類町東交差点）
  - （群馬県道13号前橋長瀞線バイパス端点）（高崎市綿貫町）
  - 粕川（粕川橋: 綿貫町 – 岩鼻町）
  - 烏川（柳瀬橋: 高崎市岩鼻町 – 藤岡市中島）
  - 温井川（藤岡市上栗須）
  - （群馬県道13号前橋長瀞線新道端点）（藤岡市上大塚・上大塚交差点）
  - 笹川（風久保橋: 藤岡市本郷）
  - 三名川（藤岡市神田 – 保美）
  - 境川（藤岡市保美 – 浄法寺）
  - 荒沢川（三日月橋: 藤岡市浄法寺）
  - 神流川（上武橋: 藤岡市鬼石 – 埼玉県神川町下阿久原）
- 埼玉県
  - 小山川（いろは橋: 本庄市児玉町太駄）

#### バイパス
- 群馬県
  - 利根川（横手大橋: 前橋市横手町 – 高崎市宿横手町）
  - 滝川（宿横手大橋: 高崎市宿横手町）
  - 井野川（天神大橋: 高崎市上滝町 – 下滝町 – 綿貫町）
  - （群馬県道13号前橋長瀞線現道交点）（高崎市綿貫町）

## 地理

### 通過する自治体
- 群馬県
  - 前橋市
  - 高崎市
  - 藤岡市
- 埼玉県
  - 児玉郡神川町
  - 本庄市
  - 秩父郡皆野町
  - 秩父郡長瀞町

### 交差する道路
| 交差する道路                             | 交差点名          | 所在地 | 所在地 | 所在地     |
| ---------------------------------------- | ----------------- | ------ | ------ | ---------- |
| 群馬県道105号総社石倉線 敷島公園方面     |                   |        |        |            |
| 国道17号                                 | 石倉3丁目（起点） | 群馬県 | 前橋市 | 石倉町     |
| 群馬県道12号前橋高崎線                   | 石倉町1丁目       | 群馬県 | 前橋市 | 石倉町     |
| 群馬県道109号石倉前橋停車場線            |                   | 群馬県 | 前橋市 | 石倉町     |
| 群馬県道135号井野停車場線                | 大沢町            | 群馬県 | 前橋市 | 石倉町     |
| 群馬県道27号高崎駒形線                   | 京目町            | 群馬県 | 高崎市 | 京目町     |
| 群馬県道133号元島名倉賀野線              | 元島名町          | 群馬県 | 高崎市 | 島名町     |
| 群馬県道24号高崎伊勢崎線                 | 上滝町            | 群馬県 | 高崎市 | 上滝町     |
| 群馬県道24号高崎伊勢崎線                 | 下大類町東        | 群馬県 | 高崎市 | 下大類町   |
| 群馬県道13号前橋長瀞線（バイパス）       |                   | 群馬県 | 高崎市 | 綿貫町     |
| 国道354号                                | 綿貫町北          | 群馬県 | 高崎市 | 綿貫町     |
| 群馬県道142号綿貫篠塚線                  | 綿貫町            | 群馬県 | 高崎市 | 綿貫町     |
| 群馬県道136号綿貫倉賀野停車場線          | 綿貫町南          | 群馬県 | 高崎市 | 綿貫町     |
| 群馬県道178号中島新町線                  | 中島（漆の内）    | 群馬県 | 藤岡市 | 中島       |
| 国道17号                                 | 中島（中鮒窪）    | 群馬県 | 藤岡市 | 中島       |
| 群馬県道23号藤岡本庄線                   | 森                | 群馬県 | 藤岡市 | 森         |
| E18上信越自動車道                        | 藤岡IC            | 群馬県 | 藤岡市 | 中         |
| 群馬県道174号下栗須馬庭停車場線          | 上栗須            | 群馬県 | 藤岡市 | 上栗須     |
| 群馬県道30号寺尾藤岡線                   | 藤岡北高校東      | 群馬県 | 藤岡市 | 篠塚       |
| 国道254号 群馬県道13号前橋長瀞線（新道） | 上大塚            | 群馬県 | 藤岡市 | 上大塚     |
| 群馬県道175号上日野藤岡線                | 上大塚東          | 群馬県 | 藤岡市 | 上大塚     |
| 群馬県道40号藤岡大胡線                   | 本郷              | 群馬県 | 藤岡市 | 本郷       |
| 群馬県道13号前橋長瀞線                   |                   | 群馬県 | 藤岡市 | 神田       |
| 群馬県道176号下日野神田線                | 宿神田            | 群馬県 | 藤岡市 | 神田       |
| 国道462号                                | 浄法寺            | 群馬県 | 藤岡市 | 浄法寺     |
| 国道462号                                | 諏訪              | 群馬県 | 藤岡市 | 鬼石       |
| 群馬県道22号上里鬼石線                   | 本町              | 群馬県 | 藤岡市 | 神田       |
| 群馬県道177号会場鬼石線                  | 仲町              | 群馬県 | 藤岡市 | 鬼石       |
| 埼玉県道289号矢納浄法寺線                | 下阿久原          | 埼玉県 | 神川町 | 下阿久原   |
| 埼玉県道44号秩父児玉線                   | 太駄中            | 埼玉県 | 神川町 | 児玉町太駄 |
| 埼玉県道44号秩父児玉線                   | 出牛              | 埼玉県 | 皆野町 | 大字金沢   |
| 国道140号                                | 中野上            | 埼玉県 | 長瀞町 | 大字中野上 |
| 埼玉県道287号長瀞児玉線 長瀞方面         |                   |        |        |            |

### 重複区間
- 群馬県道24号高崎伊勢崎線（高崎市上滝町・上滝町交差点 - 綿貫町・下大類町東交差点）
- 国道354号（高崎市綿貫町・下大類町東交差点 - 綿貫町北交差点）
- 群馬県道175号上日野藤岡線（藤岡市上大塚・上大塚交差点 - 上大塚東交差点）
- 国道254号（藤岡市上大塚・上大塚交差点 - 藤岡/本郷・本郷交差点）
- 群馬県道41号神田吉井停車場線（藤岡市神田 - 神田・宿神田交差点）
- 国道462号（藤岡市浄法寺・浄法寺交差点 - 鬼石・諏訪交差点）
- 埼玉県道44号秩父児玉線（本庄市児玉町太駄・太駄中交差点 - 長瀞町金沢・出牛交差点）

#### バイパス
- 群馬県
  - 前橋市
    - 群馬県道11号前橋玉村線（六供町）
    - 群馬県道27号高崎駒形線（公田町・公田町東交差点）

  - 高崎市
    - 関越自動車道、北関東自動車道（上滝町）※ICを介しての直接接続はせず、高崎JCTの下を通過する
    - 群馬県道24号高崎伊勢崎線（上滝町）
    - 国道354号（現道）、群馬県道13号前橋長瀞線（現道）（綿貫町）

  - 藤岡市（新道）
    - 国道254号、群馬県道13号前橋長瀞線（現道）、群馬県道175号上日野藤岡線（上大塚・上大塚交差点）※県道175号はここから重複
    - 群馬県道175号上日野藤岡線（鮎川/東平井）※ここまで重複
    - 群馬県道41号神田吉井停車場線（東平井/矢場）※ここから重複
    - 群馬県道41号神田吉井停車場線（矢場）※ここまで重複

### 沿線にある施設など
- 群馬県
  - 前橋市
    - 前橋育英高等学校（朝日が丘町/上新田町）
    - 群馬県済生会前橋病院（上新田町）
    - 前橋市立新田小学校（上新田町）
    - 前橋市立大利根小学校（大利根町2丁目）
    - 大利根ショッピングセンター（下新田町）

  - 高崎市
    - 高崎市立京ヶ島小学校（京目町）
    - 将軍塚工業団地（西横手町/島野町）
    - 群馬県立高崎東高等学校（元島名町）
    - 高崎市立高南中学校（上滝町/下滝町）
    - （群馬県道13号前橋長瀞線バイパス端点）（綿貫町）
    - 群馬県立公園群馬の森（群馬県立近代美術館・群馬県立歴史博物館）（綿貫町/岩鼻町）

  - 藤岡市
    - 北藤岡駅（JR八高線）（立石）
    - 藤岡市立小野小学校（森）
    - 群馬県立藤岡北高等学校（篠塚/下大塚）
    - （群馬県道13号前橋長瀞線新道端点）（上大塚・上大塚交差点）
    - 藤岡市みかぼみらい館（藤岡）
    - 藤岡市立東中学校（本郷）
    - 群馬県立藤岡特別支援学校（本郷）
    - 庚申山総合公園（藤岡）
    - 藤岡市立美九里西小学校（三本木）
    - 藤岡市立鬼石北小学校（浄法寺）
    - 藤岡市立鬼石中学校（鬼石）
    - 藤岡市立鬼石小学校（鬼石）

#### バイパス
- 群馬県
  - 前橋市
    - 群馬県立前橋南高等学校（亀里町）

  - 高崎市
    - （群馬県道13号前橋長瀞線現道交点）（綿貫町）

  - 藤岡市（新道）
    - （群馬県道13号前橋長瀞線現道交点）（上大塚・上大塚交差点）
    - 藤岡市立西中学校（上大塚）